# Evangelische Kirche (Drogomyśl)

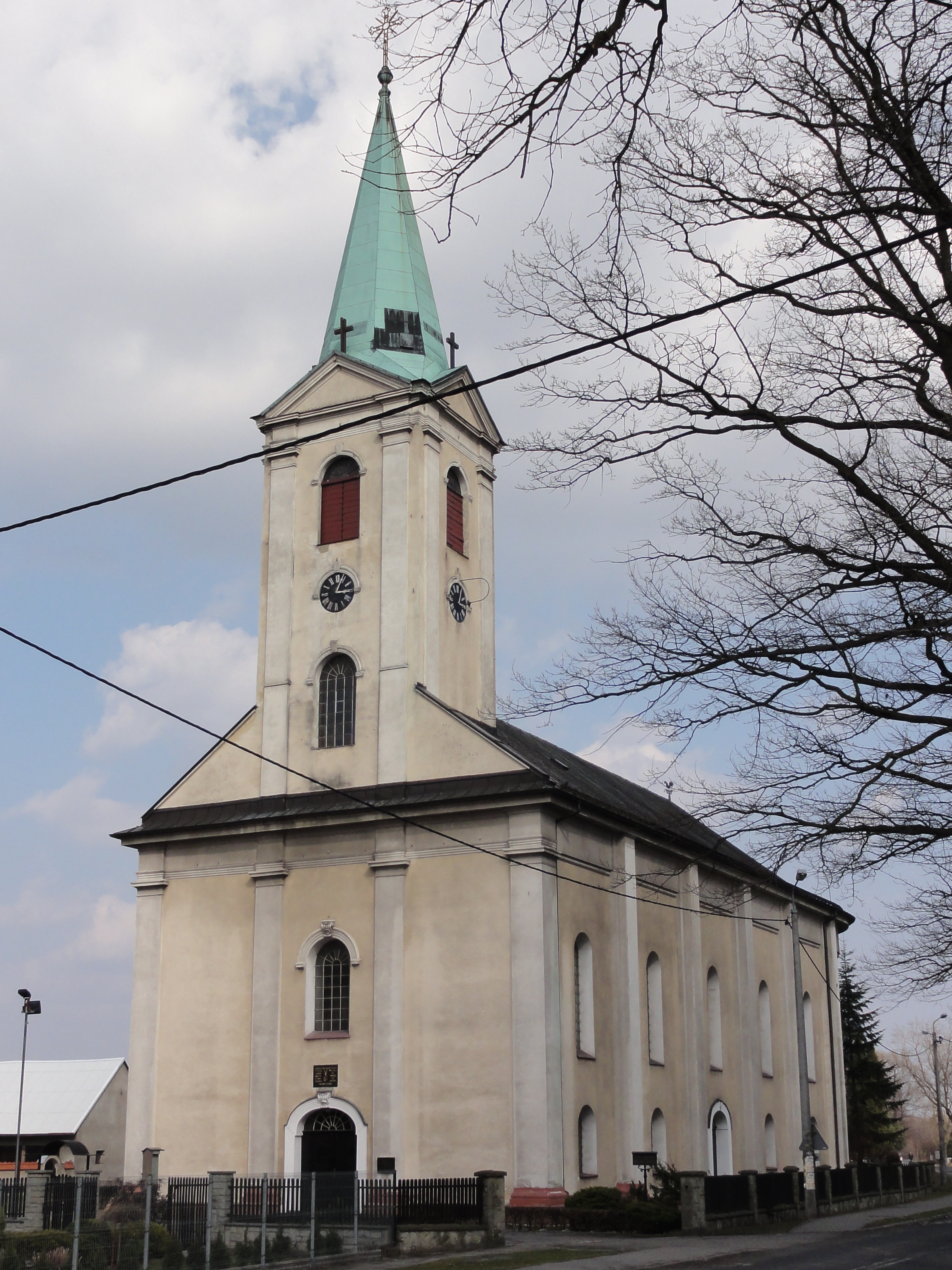
Evangelische Kirche Drogomyśl

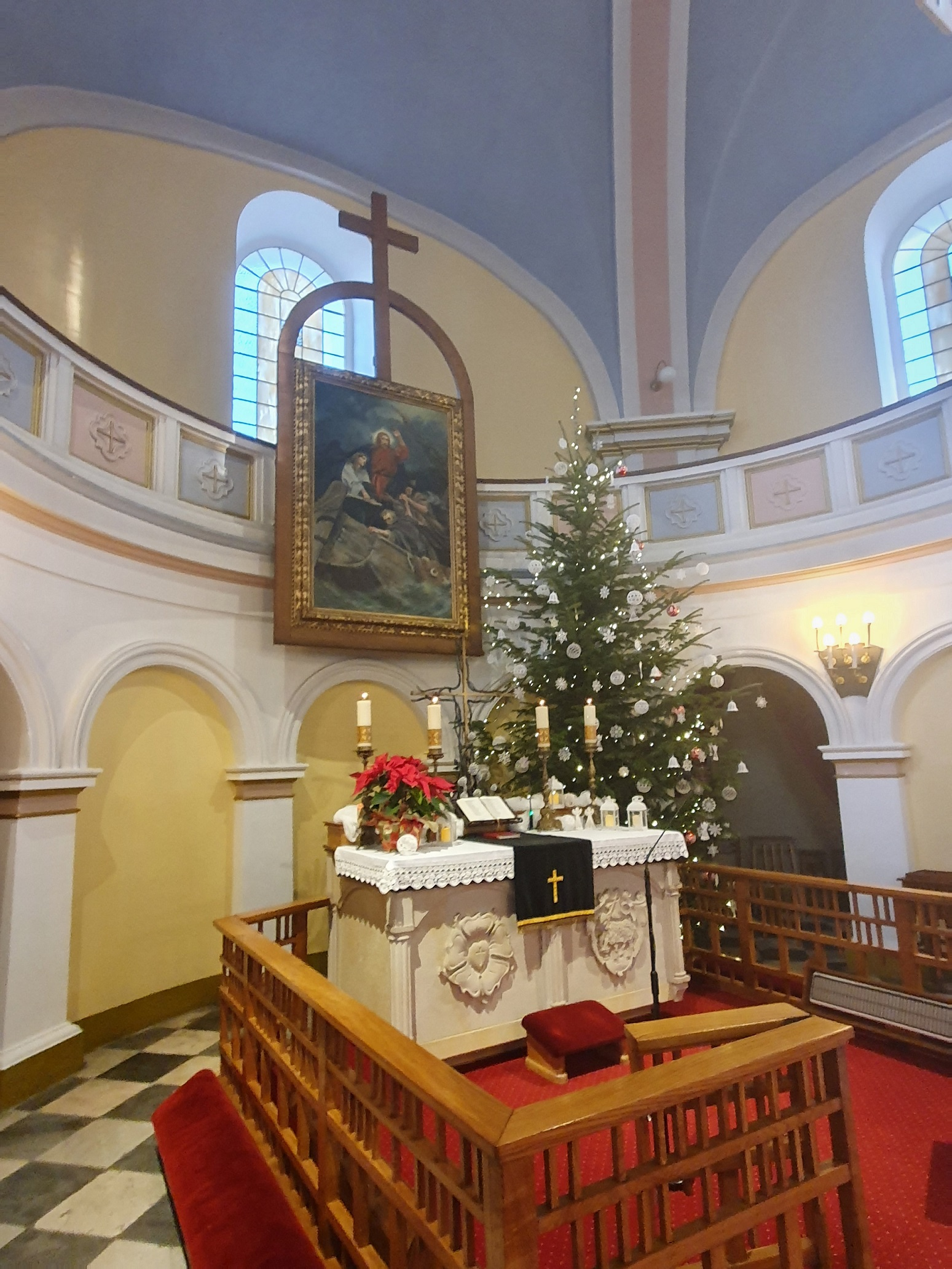
Altarraum

Die evangelische Kirche Drogomyśl (polnisch Kościół Ewangelicki w Drogomyślu) ist die Kirche von Drogomyśl (deutsch: Drahomischl oder Drahomischel), einem Ortsteil der Gemeinde Strumień im Powiat Cieszyński der Woiwodschaft Schlesien in Polen.

## Geschichte
Nach Erlass des Toleranzpatents Josephs II. von 1781 wurde die evangelische Kirche von Drahomischl auf Kosten des örtlichen Grundherrn, Graf Friedrich von Kalisch, gegenüber seinem Schloss erbaut, in dem zunächst evangelische Gottesdienste abgehalten worden waren. Die Grundsteinlegung erfolgte am 25. Mai 1788. Entgegen den zu dieser Zeit für evangelische Bethäuser im Habsburgerreich geltenden Bestimmungen vermochte der Bauherr 1792 gerichtlich die Erlaubnis zum Bau eines Kirchturms durchzusetzen. Die Einweihung der fertiggestellten Kirche, eine gewölbte Saalkirche mit halbkreisförmigem Presbyterium und ostseitig integriertem Turm, im Innern mit umlaufender Empore, fand am 15. Oktober 1797 durch den Superintendenten von Mähren und Schlesien, Johann Traugott Bartelmus, statt. Über dem Hauptportal ist eine Inschrifttafel mit dem Wappen der Stifterfamilie angebracht, deren Erbbegräbnis sich in der Krypta unterhalb der Kirche befand.
Die Kirche wurde 1879 und 1888 und wieder im Zweiten Weltkrieg durch Brände beschädigt, wobei das Gewölbe des Schiffes einstürzte. Der Wiederaufbau der Kirche erfolgte in den Jahren 1948–1951 nach dem Projekt des Architekten Karol Kozieł, die Wiedereinweihung fand am 27. Mai 1951 statt. 